# 김선권
김선권(1977년 10월 ~ )은 대한민국의 만화가이다.

## 작품
- 《심부름센터 K》
- 《수사9단》
- 《후유증》